# Sándor Kányádi

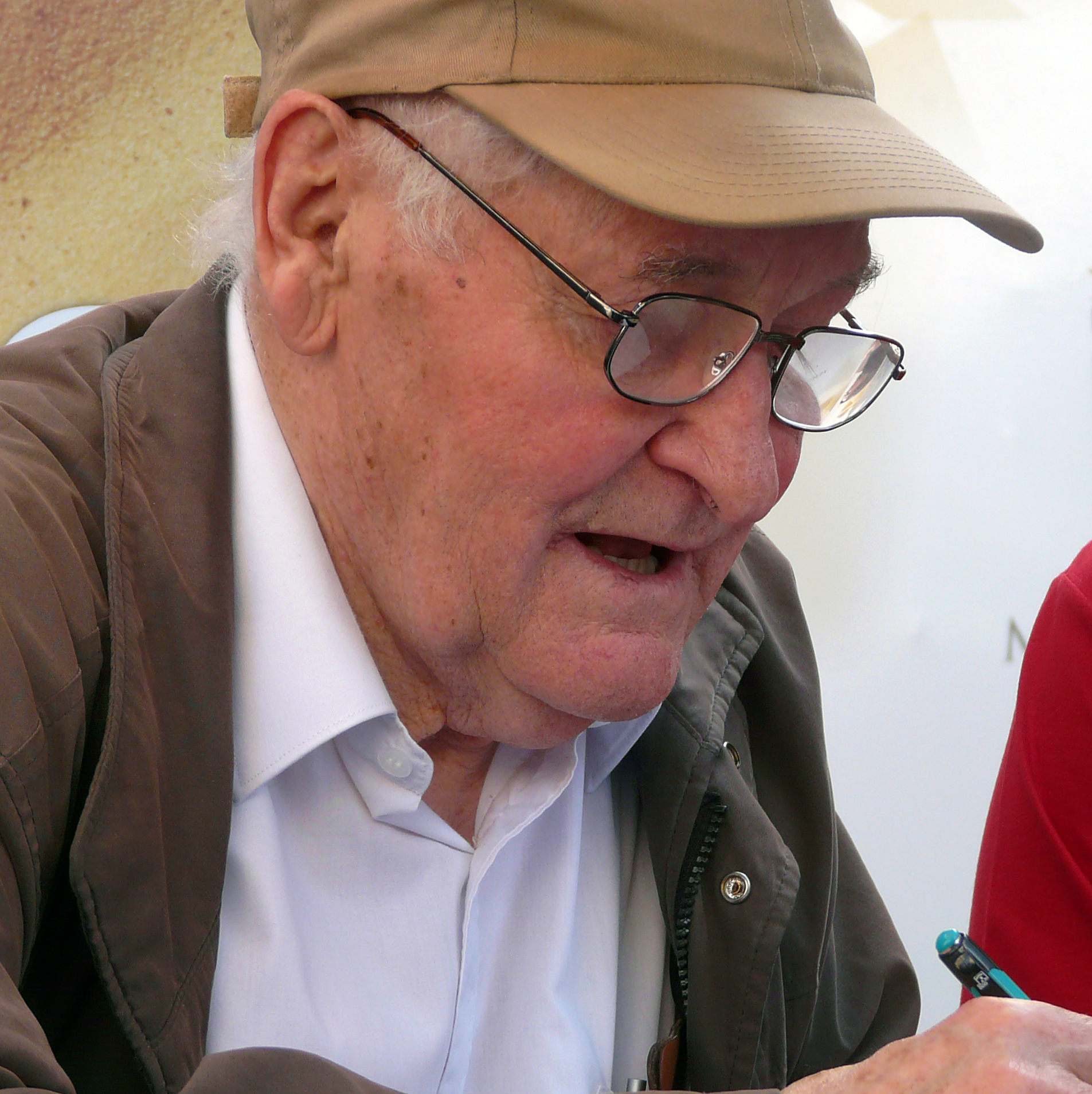
Sándor Kányádi, Budapest, 2010

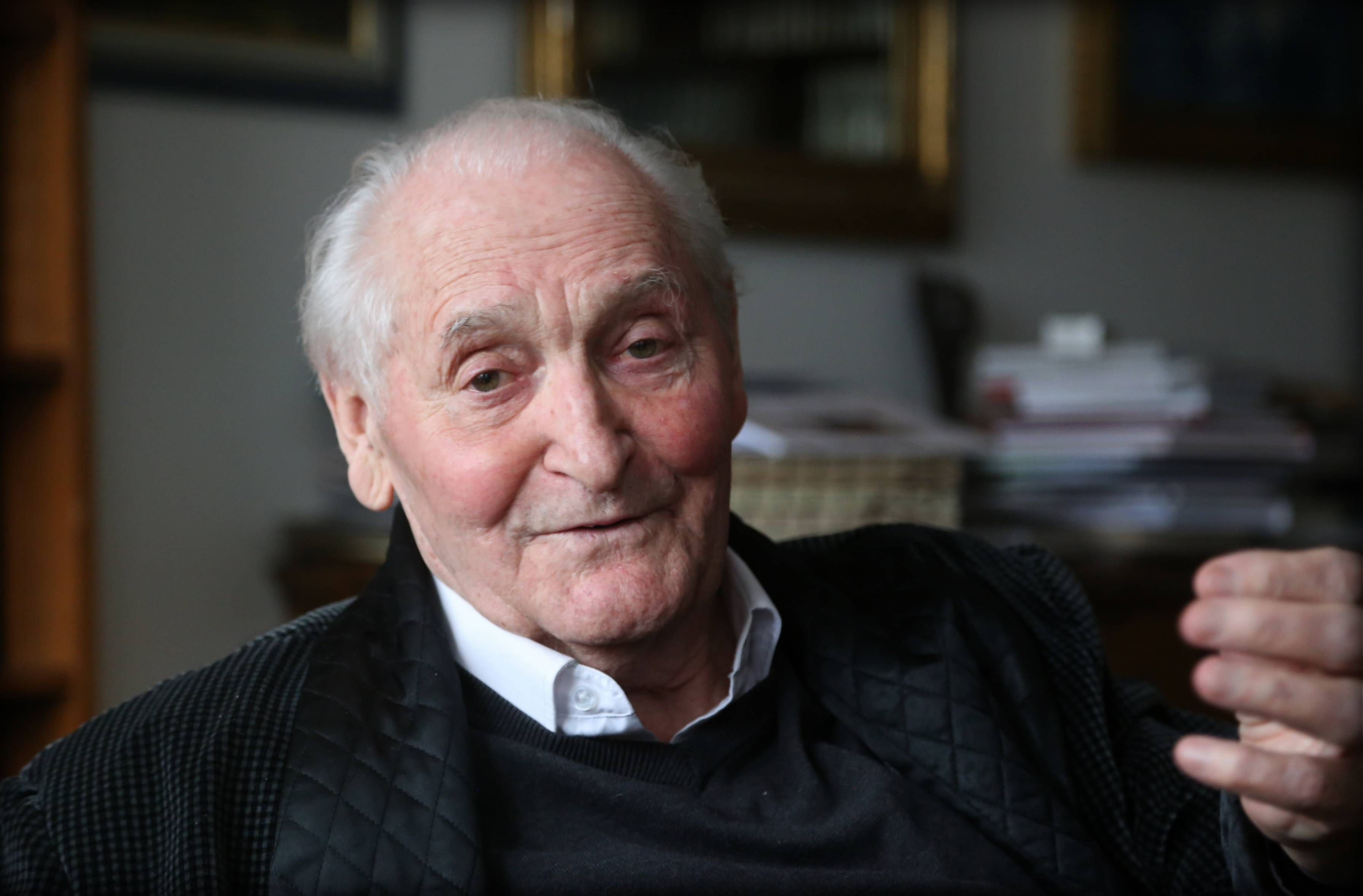
Sándor Kányádi, 2014

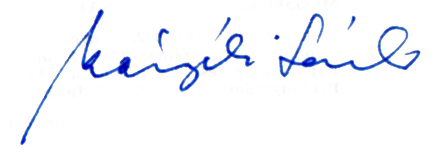
Sándor Kányádis Signatur

Sándor Kányádi (* 10. Mai 1929 in Porumbeni (ungarisch Nagygalambfalva), Rumänien; † 20. Juni 2018 in Budapest) war ein rumänischer Dichter und Übersetzer ungarischer Sprache. Er war Träger des ungarischen Kossuth-Preises.

## Werke (Auswahl)
- Virágzik a cseresznyefa, 1955
- Sirálytánc, 1957
- Kicsi legény, nagy tarisznya, 1961
- Harmat a csillagon, 1964
- Fényes nap, nyári nap, 1964
- Három bárány, 1965
- Kikapcsolódás, 1966
- Függőleges lovak, 1968
- Fából vaskarika, 1969
- Fától fáig, 1970
- A bánatos királylány kútja, 1972
- Szürkület, 1979
- Farkasűző furulya, 1979
- Tavaszi tarisznya, 1982
- Madármarasztaló, 1986
- Küküllő kalendárium, 1988
- Sörény és koponya, 1989
- Valaki jár a fák hegyén, 1997
- Csipkebokor az alkonyatban, Übersetzungen, 1999
- Felemás őszi versek, 2002

### In deutscher Übersetzung
- Vae victis – Stuttgart: AL-Edition, 1993
- Das weitgereiste Mäuschen – Budapest: Holnap-Verlag, 2004
- Hazatérések/Heimgänge – Szentendre: László Vincze, 2004 (mit Graphiken von Endre Szász herausgegeben und übersetzt von Paul Kárpáti)
- Kikapcsolódás/Entspannung – Klausenburg: Kriterion-Verlag; dritte, vermehrte Auflage 2007 (bilingual in Übertragungen von Franyó, Hodjak, Kárpáti, Kruntorad, Polzin, Schuller und Szépfalusi herausgegeben von Paul Kárpáti)

## Auszeichnungen
- Kossuth-Preis (1993)
- Herder-Preis (1994)
- Ritter des Sterns von Rumänien (2000)